# يكفي أننا معا
يكفي أننا معًا هي رواية لعزت القمحاوي، صدرت عام 2017 عن الدار المصرية اللبنانية.
في نوفمبر 2017 رُشحت الرواية ضمن القائمة الطويلة لجائزة الشيخ زايد للكتاب. وفي مارس 2018 وصلت الرواية للقائمة القصيرة للجائزة.

## عن الرواية
الرواية تمثل انعطافة جديدة في كتابة عزت القمحاوي، من حيث الموضوع ولغة السرد، حيث يقدم في لغة تبدو بسيطة قصة حب بين كهل في الستين وشابة في السابعة والعشرين. تجري أحداث الرواية بين القاهرة وروما وكابري.

## وصلات خارجية
- صفحة الكاتب على الفيسبوك  على فيسبوك.
- الدار المصرية اللبنانية على الفيسبوك  على فيسبوك.